# محطة قطار وادي عيسي الجامعة
محطة وادي عيسي – الجامعة هي محطة قطار في الجزائر تقع في بلدية تيزي وزو، ولاية تيزي وزو.

## موقع المحطة في السكك الحديدية
تَقع المحطة بالقرب من الحرم الجامعي لوادي عيسي، شرق تيزي وزو، على الخط الممتد من الثنية إلى وادي عيسي، حيث تسبقها محطة محطة كاف النعجة وتتبعها محطة وادي عيسي.

## تاريخ
افتتحت المحطة في 9 يونيو 2017 بعد تمديد خط الثنية إلى وادي عيسي من محطة تيزي وزو إلى محطة وادي عيسي. 

## خدمة الركاب

### خدمة
تَخدم محطة وادي عيسي - الجامعة قطارات من شبكة السكك الحديدية الضواحي في الجزائر العاصمة [الفرنسية] والتي توفر اتصالات الجزائر – وادي عيسي أو الثنية – وادي عيسي.

### رَوابط خارجية
- "SNTF". Société nationale des transports ferroviaires (SNTF). مؤرشف من الأصل في 2025-05-31..